# Coronavirus humà OC43
El coronavirus humà OC43 (HCoV-OC43) és una subespècie del Betacoronavirus 1 que infecta humans i bestiar. El coronavirus infectant és un virus d'ARN monocatenari envoltat de sentit positiu, que entra a la cèl·lula hoste en unir-se al receptor d'àcid N-acetil-9-O-acetilneuraminic. Juntament amb el coronavirus humà 229E, és un dels virus responsables del refredat comú. Té, com altres coronavirus del gènere Betacoronavirus, el subgènere Embecovirus, una proteïna superficial addicional més curta anomenada hemagglutinina esterasa (HE).

## Virologia
S'han identificat quatre genotips de HCoV-OC43 (A a D), amb el genotip D probablement derivat de la recombinació. La seqüenciació completa del genoma de dues soques del genotip C i D i l'anàlisi bootscan mostren esdeveniments de recombinació entre els genotips B i C en la generació del genotip D. De les 29 soques identificades, cap pertany algenotip A més antic. Anàlisi de rellotge molecular usant espiga i nucleocàpside Els gens daten de l'ancestre comú més recent de tots els genotips fins a la dècada de 1950. Els genotips B i C daten de la dècada de 1980. Genotip B a la dècada de 1990 i genotip C a fins de la dècada de 1990 fins a principis de la dècada de 2000. Els ceps de genotip D recombinants es varen detectar ja el 2004.